# Kilder
Kilder est un village situé dans la commune néerlandaise de Montferland, dans la province de Gueldre. Le 1er janvier 2007, le village comptait 1 508 habitants.